# ماتياس ماورر
ماتياس ماورر (بالألمانية: Matthias Maurer)‏ هو رائد فضاء ألماني، ولد في 18 مارس 1970 في زانكت فندل في ألمانيا.